# کریستو وان رنسبورگ
 کریستو وان رنسبورگ (انگلیسی: Christo van Rensburg؛ زاده ۲۳ اکتبر ۱۹۶۲) یک تنیس‌باز اهل آفریقای جنوبی است. 